# Roman Gineyko
Roman Gineyko (ur. 11 kwietnia 1892 w Warszawie, zm. 15 czerwca 1955 tamże) – polski artysta malarz.

## Życiorys

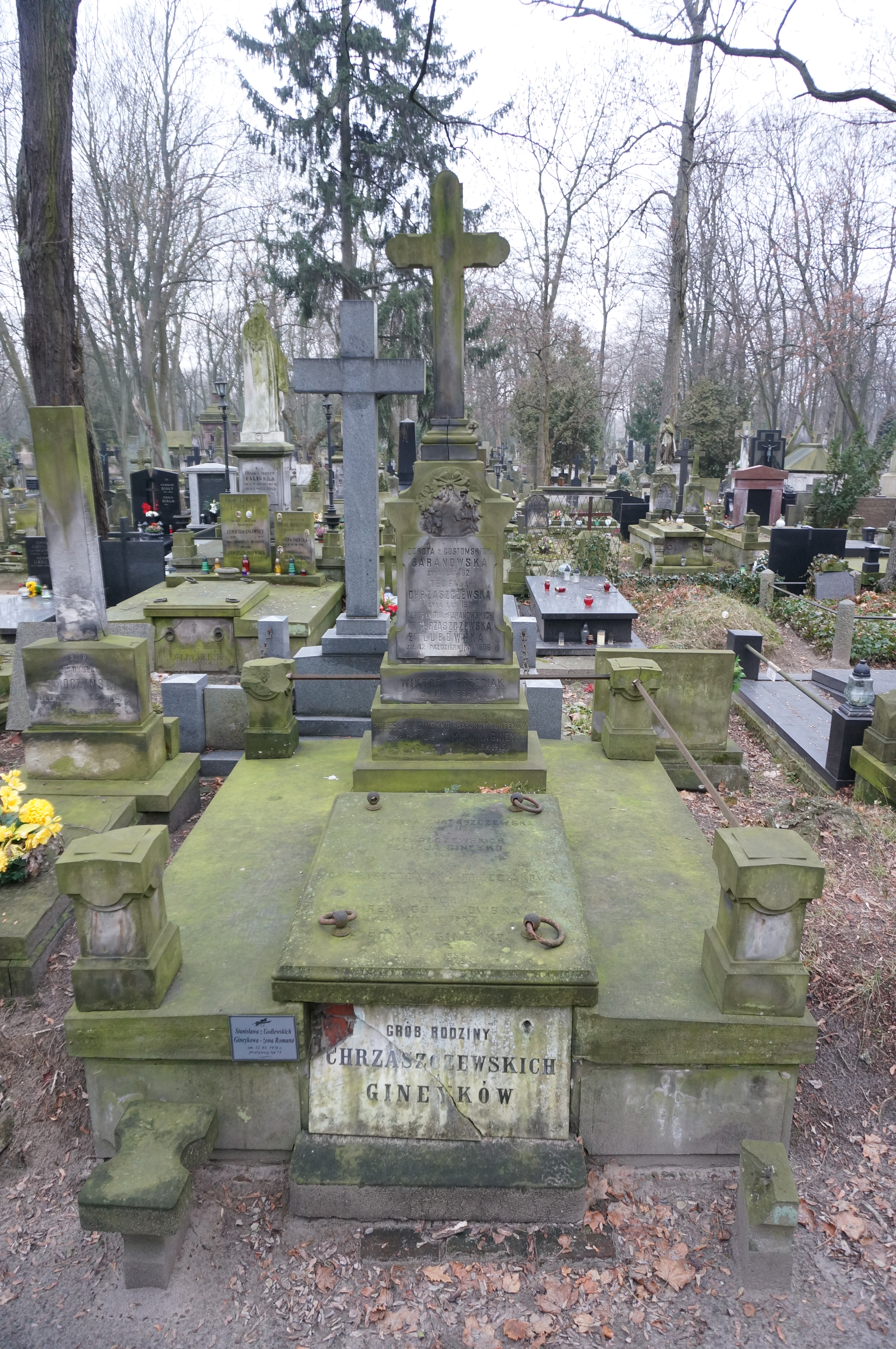
Grób Romana Gineyko na cmentarzu Powązkowskim, stan w dniu 3 stycznia 2020

Urodził się 11 kwietnia 1892 w Warszawie, w zubożałej szlacheckiej rodzinie Adama i Elżbiety z Chrząszczewskich. Uczył się najpierw w gimnazjach w Warszawie i w 1912 w Rosji. Studiował początkowo w latach 1918–1922 pod kierunkiem K. Krzyżanowskiego w Warszawskiej Szkole Sztuk Pięknych – wykazując równocześnie uzdolnienia muzyczne. Następnie studiował w Académie Colarossi w Paryżu (1923).
W jego malarskim wykształceniu istotne były zagraniczne podróże artystyczne – w latach 1923–1925 do Francji, w 1930 i 1937 – do Włoch, Holandii i Belgii.
Powróciwszy do kraju zamieszkał w Warszawie, gdzie spędził później także okres okupacji niemieckiej. Natomiast – w końcu lat dwudziestych i w latach trzydziestych XX wieku – wyjeżdżał na plenery na Podhale do Białki Tatrzańskiej i Bukowiny Tatrzańskiej, gdzie organizował plenery malarskie, a także do Kazimierza. Pokłosiem wyjazdów plenerowych były takie jego prace, jak: „Góralka”, „Pejzaż z Bukowiny”, „Narciarze”, „Narciarze w chatce góralskiej”. W tym okresie zajmował się również kolekcjonerstwem podhalańskiej sztuki ludowej.
Na Podhalu spotykał się Gineyko między innymi z poetą Jerzym Liebertem, który leczył się tam na gruźlicę i poświęcił Gineyce jeden ze swych wierszy.
Od 1934 był członkiem ZZPAP (Związku Zawodowego Polskich Artystów Plastyków), wchodząc w latach 1932–1935 w skład jego Zarządu. Jego zasługą było utworzenie w 1934 Biblioteki ZZPAP.
Okres bezpośredni po powstaniu warszawskim spędził w Kurzeszynie w okolicach Rawy Mazowieckiej (u pp. Rayzacherów) i w okolicach Warszawy – w Zalesiu (gdzie znajdował się domek należący do jego rodziny), a także w Otrębusach, gdzie gościł u swych kuzynów Masłowskich.
W 1946 wrócił do Warszawy i później, w okresie powojennym, zamieszkiwał tam przy ul. Piusa XI 11 m.13 (od 26 marca 1949 – ul. Piękna).
W latach powojennych (1947–1951) był zatrudniony w ówczesnym Ministerstwie Kultury i Sztuki na stanowisku radcy i starszego radcy Departamentu Twórczości Artystycznej, a od 1 listopada 1948 Naczelnika Wydziału Plastyki w tym Departamencie.

## Życie prywatne
Jego żoną była Stanisława z Godlewskich (ur. 1897, zm. 12 marca 1970).
Umarł w Warszawie 15 czerwca 1955 bezpotomnie. Pochowany – a także jego żona – na cmentarzu Powązkowskim (kwatera Ł-3-17,18).

## Twórczość
Uprawiał malarstwo sztalugowe – (olejne, temperowe), ilustratorstwo i karykaturę. Specjalizował się w pejzażu i portrecie. Zajmował się także rysunkiem (węgiel, pastel, kreda).
Oprócz twórczości plastycznej zajmował się również publikacjami z dziedziny sztuki. Opublikował między innymi artykuły: Arystokratyzm pojęć we współczesnym malarstwie, „Pion” 1934, nr 19, Obraz i jego treść malarska, „Wiadomości Literackie” 1934, nr 25, Grafika i rysunki Rembrandta w Orangerie, „Głos Plastyków” 1938, nr 8/12. Współpracował z „Instytutem Wydawniczym Biblioteka Polska” (1939), dla którego wykonywał ilustracje książkowe i z „Wiadomościami Literackimi”, gdzie zamieszczał karykatury.
Jego debiutem było wystawienie w warszawskim TZSP, w 1909 obrazu Moje okienko.
Większość jego twórczości została zniszczona podczas II wojny światowej i powstania warszawskiego. Przykładami prac, które ocalały z wojennej pożogi mogą być obrazy wymienione w powojennym wydawnictwie Artyści Plastycy Okręgu Warszawskiego ZPAP, mianowicie zatytułowane: „Dziewczyna z dzbankiem”, „Chłopiec z jarzynami”, „Pejzaż z Kazimierza”, „Portret pani Szczyglińskiej”, „Po pracy”, trzy karykatury w Muzeum E. Zegadłowicza („Dwór Emila Zegadłowicza”) w Gorzeniu Górnym (1975), a także obrazy w zbiorach rodziny pod nazwami: „Kwiaty”, „W trolejbusie” (tusz sygn. 1952), „Więzień” (tempera, sprzed 1929), „Krajobraz z Bolkowa” (ol.), „Szachiści” (ol., 3 wersje), „Pejzaż” (ol.), „Własny pokój” (akw., 3 wersje), rysunki z Rawy Mazowieckiej i z Kurzeszyna, „Kazimierz Dolny” (ol.), „Sąd pięciu komunistów” (węgiel) – u siostrzenicy artysty, Zofii Lothowej, żony lekarza Felicjana Lotha i jej brata Olgierda Guttakowskiego; szkice piórkiem – (groteska): „Spowiedź”, szkice z klasztoru w Kartuzach (trzy karykatury) – u Macieja Masłowskiego.
Mieczysław Wallis (1929) scharakteryzował twórczość Romana Gineyki w następujący sposób:

Roman Gineyko widzi świat inaczej, niejako odwrotnie, niż większość ludzi. Pod pozorami wesela dostrzega smutek. Odkrywa domieszkę śmieszności w rzeczach poważnych.
Dziewczynki szyją lalki. Szycie lalek to na pozór coś wesołego. Tymczasem dziewczynki te wcale nie są wesołe. Zabawki, które one robią masami, mechanicznie – nie są dla nich. I smutna jest ta „fabryka lalek”.
Jakiś człowieczek radośnie wymachuje balonikiem. Ale człowieczek ten jest – karzełkiem.
To smutek pod pozorami wesela.
A teraz rysy zabawne, karykaturalne, groteskowe w rzeczach poważnych. Trzy pogrzeby ciągną pod górę, ale za jednym z nich wlecze się na ostatku pies. Ludzie modlą się na cmentarzu w Dzień Zaduszny, lecz wśród tych modlących się są takie komiczne stare babska.
W góralach podhalańskich widziano dotąd przeważnie siłę, krzepkość, zdrowie fizyczne i psychiczne. Gineyko w twarzach starych górali czyta sceptycyzm, smutek istnienia, melancholię.
Niekiedy Gineyko daje „czystą groteskę”, np. w golącym się jegomościu, którego opasła fizjonomia odbija się nieskończoną ilość razy w dwóch wiszących na przeciw siebie lustrach.
W polskim malarstwie współczesnym pierwiastek ironii, parodii, groteski jest niemal nieobecny.
I z tego chociażby względu, twórczość Romana Gineyki powinna wywołać żywe zainteresowanie.

## Wystawy indywidualne[19]
Twórczość Gineyki najszerzej została eksponowana na dwu wystawach indywidualnych w latach 1929 i 1932.
- 1929 – w Salonie Garlińskiego, w Warszawie[20] – 40 obrazów zwykle małego formatu malowanych w większości temperą; były to przedstawienia rodzajowe, jak Góralka, Zabawa dzieci, Kobiety przy studni i krajobrazy Z Krościenka, St.Tropez, Pejzaż z Bukowiny oraz kompozycje alegoryczne i symboliczne: Nagość przed sądem, Smutek istnienia, Furiat, Le Penseur, Sobowtór nawiązujące do kubizmu przy pomocy formy, bardziej rysunkowej niż malarskiej, o charakterystycznych skrótach płaszczyznowych i deformacji modela
- 1932 – w Salonie „Niezależnych” w Warszawie eksponowano studia górali, chłopów, pejzaże o wysubtelnionym „wyczuciu barwy”[21].

## Wystawy zbiorowe[19]
- 1932 – Międzynarodowa Wystawa Karykatury, Wiedeń,
- 1932, 1933 i 1934 – wystawy Kazimierz Dolny w Sztuce w Sekcji Plastycznej Towarzystwa Przyjaciół Kazimierza nad Wisłą
- 1932, 1934, 1935, 1936 i 1938 – wystawy w salonach IPS – Warszawa
- 1933 – Wystawa w Sekcji Plastycznej Towarzystwa Przyjaciół Kazimierza nad Wisłą – Warszawa i Kazimierz nad Wisłą,
- 1936 i 1938 – Salon Plastyków ZZPAP (Związku Zawodowego Polskich Artystów Plastyków),
- 1939 – wystawa prac artysty w Lublinie,
- 1953, 1954 i 1955 – wystawy twórczości plastycznej Okręgu Warszawskiego ZPAP.

## Ordery i odznaczenia
- Srebrny Krzyż Zasługi (11 lipca 1955)[22]